# 체육백서
체육백서(體育白書)는 문화체육관광부가 국민들의 체력단련을 홍보하기 위하여 매년 발간하는 보고서 형태의 백서이다.

## 연혁
- 이상중략
- 2015년 체육백서 발간.
  - 2015년 스포츠산업백서 발간.
- 2016년 체육백서 발간.
  - 2016년 스포츠산업백서 발간.
- 2017년 체육백서 발간.
  - 2017년 스포츠산업백서 발간.
- 2018년 체육백서 발간.
  - 2018년 스포츠산업백서 발간.
- 2019년 체육백서 발간.
  - 2019년 스포츠산업백서 발간.
- 2020년 체육백서 발간.
  - 2020년 스포츠산업백서 발간.
- 2021년 체육백서 발간.
  - 2021년 스포츠산업백서 발간.
- 2022년 체육백서 발간예정.

## 같이 보기
- 백서
- 외교백서
- 국방백서
- 통일백서
- 경제백서
- 환경백서
- 국토교통백서
- 보건복지백서
- 해양수산백서
- 청소년백서
- 법무백서
- 행정안전백서
- 농림축산식품백서
- 환경백서
- 교육백서
- 고용노동백서
- 산업백서
- 과학기술정보통신백서